# Arapivka, Troițke
Arapivka (în ucraineană Арапівка) este localitatea de reședință a comunei Arapivka din raionul Troițke, regiunea Luhansk, Ucraina.

## Demografie
Componența lingvistică a localității Arapivka
     Ucraineană (86,8%)
     Rusă (9,07%)
     Alte limbi (1,03%)
Conform recensământului din 2001, majoritatea populației localității Arapivka era vorbitoare de ucraineană (86,8%), existând în minoritate și vorbitori de rusă (9,07%).